# Versus (programa de televisión)
Versus fue un programa televisivo del Perú que se emitía a través de la señal de CMD todos los domingos en la noche. En este programa, un grupo de panelistas ligados al fútbol comentan los resultados y partidos de los clubes aupiciados por CMD pertenecientes al fútbol peruano y las principales ligas del mundo.
Los primeros años del programa, era conducido por Gustavo Barnechea junto a Raúl Horacio Baldessari.
Con la partida de Barrenechea de la televisora, asumió la conducción central Alberto Beingolea. Al final, el panel quedó conformado por los exfutbolistas Manuel Barreto y Ramón Quiroga y los periodistas Daniel Peredo y Vicente Cisneros.
A principios del 2011 Alberto Beingolea se retira de la televisión para entrar en la política.
El programa muestra un resumen de cada partido de la jornada, y luego los panelistas analizan las jugadas de los equipos aupiciados por CMD, dando mayor espacio al análisis de los cotejos de Alianza Lima, Universitario de Deportes y Sporting Cristal para al final elegir al "Jugador de la fecha" y el "Gol de la fecha".